# Yvonne Nygren
Yvonne Ann-Charlotte Nygren född 5 augusti 1949 i Stockholm, är en svensk barnskådespelerska.

## Filmografi (urval)
- 1959 – Åsa-Nisse jubilerar
- 1960 – På en bänk i en park
- 1961 – Hällebäcks gård
- 1961 – Pojken i trädet